# Jordan Rieux
Pas d'image ? Cliquez ici
Jordan Rieux est un joueur français de rugby à XIII.

## Palmarès
- Vainqueur de la Coupe de France : 2016 (Saint-Estève XIII catalan).